# مایکل کارباخال
مایکل کارباخال (اسپانیایی: Michael Carbajal‎; ۱۷ سپتامبر ۱۹۶۷) بوکسور اهل ایالات متحده آمریکا بود.